# بخش پیشخور
بخش پیشخور یکی از بخش‌های تابعهٔ شهرستان فامنین در استان همدان در غرب ایران است.مرکز این بخش روستای تجرک است که درفاصله ۳۵ کیلومتری شهر فامنین است، بزرگترین روستای این بخش هم روستای ینگیجه است که در فاصله ۳۰ کیلومتری شهر فامنین است

## تقسیمات کشوری
بخش پیشخور شهرستان فامنین از ۲ دهستان تشکیل شده است:
- بخش پیشخور
  - دهستان پیشخور
  - دهستان زردشت